# Hauptstraße 135 (Lendersdorf)
Das Wohnhaus Hauptstraße 135 steht im Dürener Stadtteil Lendersdorf in Nordrhein-Westfalen.
Es handelt sich um einen zweigeschossigen Breitbau mit Walmdach aus dem 17. Jahrhundert.
Das Erdgeschoss besteht aus teilweise nachträglich verputzten Bruchsteinen. Das Obergeschoss wurde aus Fachwerk mit liegenden Gefachen erbaut. Straßenseitig ist das Wohngebäude mit Schiefer verkleidet. Die Fenster des Erdgeschosses und die Haustür haben Sandsteingewände und geschweifte Stürze.
Direkt neben dem Haus steht ein weiteres denkmalgeschütztes Bauwerk, nämlich die Bruchsteinmauer Hauptstraße 133.
Das Bauwerk ist unter Nr. 3/021 in die Denkmalliste der Stadt Düren eingetragen.
Von 1932 bis 1944 wohnte der Maler Josef Hilger (1904–1944), aus Lendersdorf, in dem Haus Nr. 216, heute Hauptstr. 135.